# ترخس أليف الظلال
ترخس أليف الظلال (الاسم العلمي:Trechus umbricola) هو نوع من الحشرات يتبع جنس الترخس من فصيلة الخنافس الأرضية.